# Плодове тіло
Плодо́ве ті́ло — багатоклітинна структура організмів, які на інших стадіях розвитку зазвичай мають одноклітинну або міцеліальну будову.
Частіше за все термін посилається на спорокарп грибів (аскокарп у випадку аскоміцетів або базидіокарп у випадку базидіоміцетів).
Також плодові тіла формуються деякими іншими видами еукаріотів, такими як міксоміцети або слизневі гриби, та бактерій, такими як міксобактерії.

Різноманітні плодові тіла
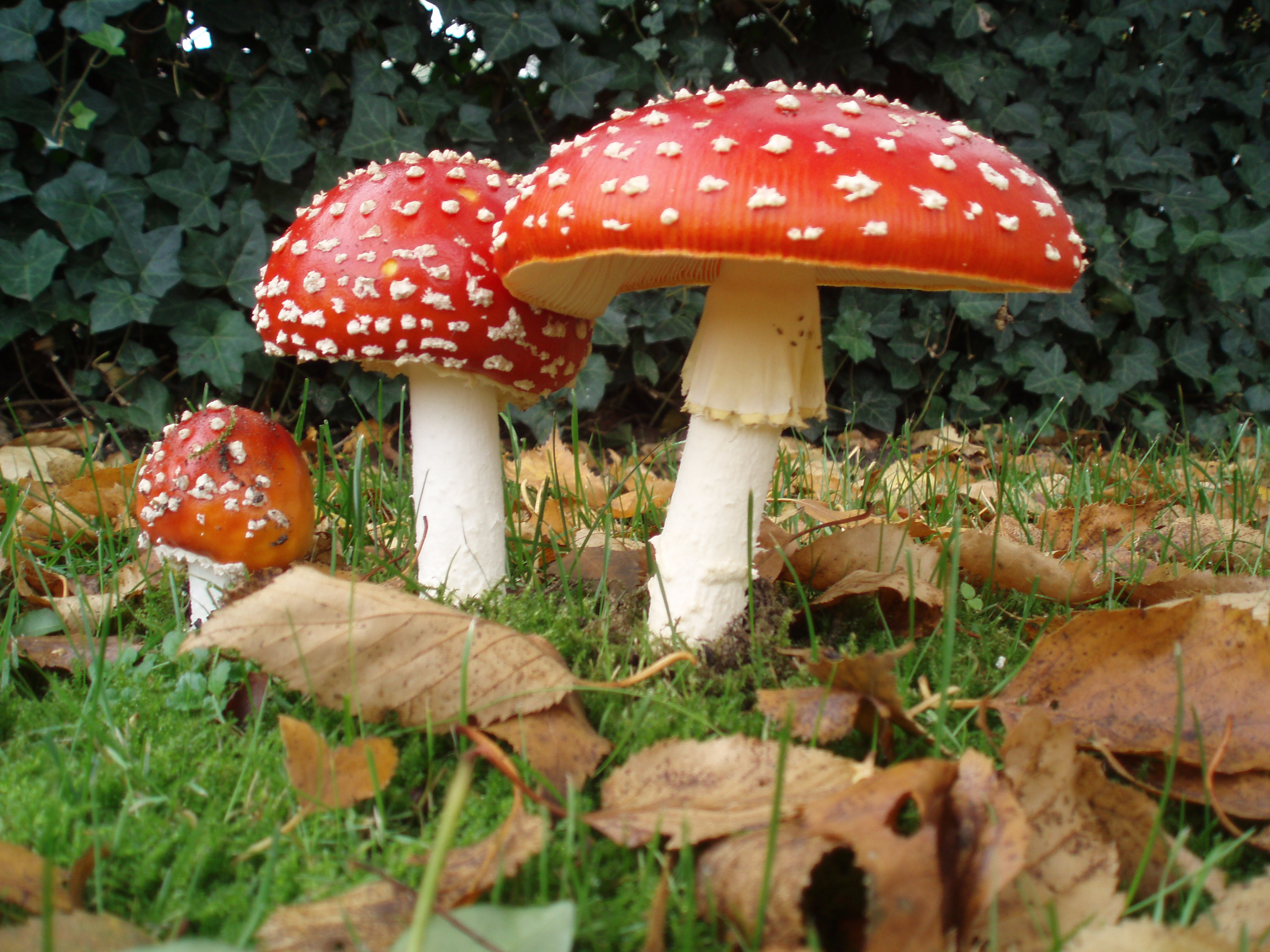
Базидікарпи мухомора червоного (Amanita muscaria)
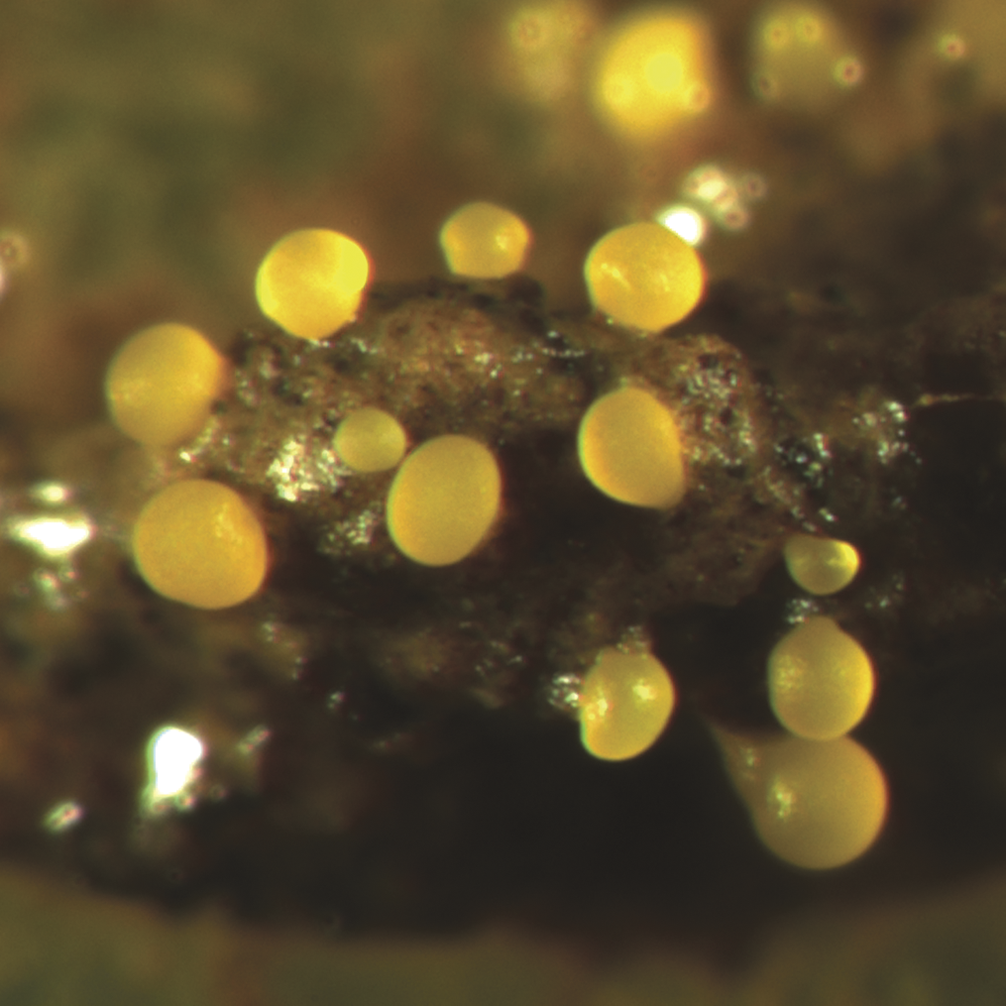
Плодові тіла бактерії Myxococcus xanthus
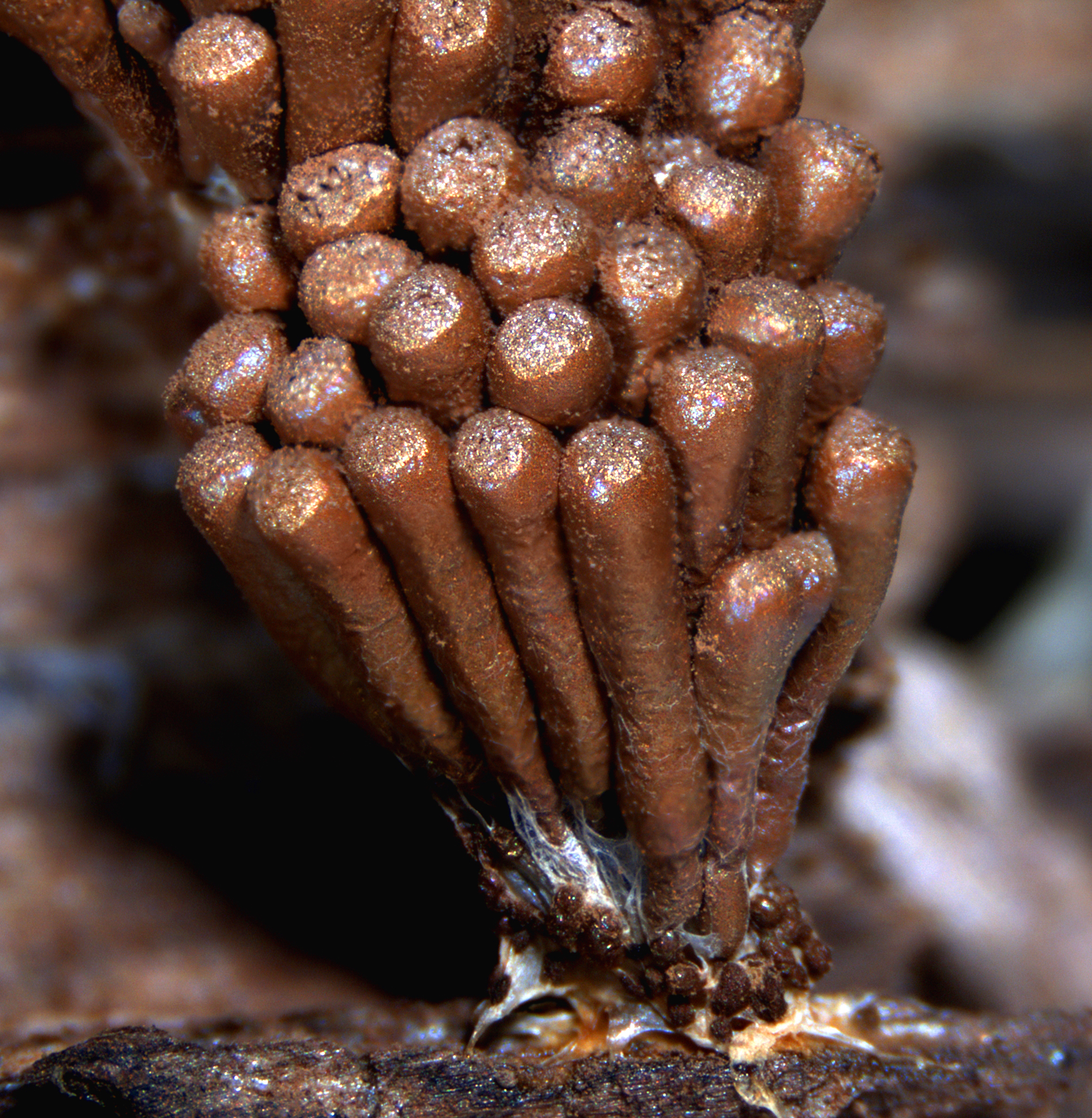
Плодове тіло міксоміцета Tubifera corymbosa
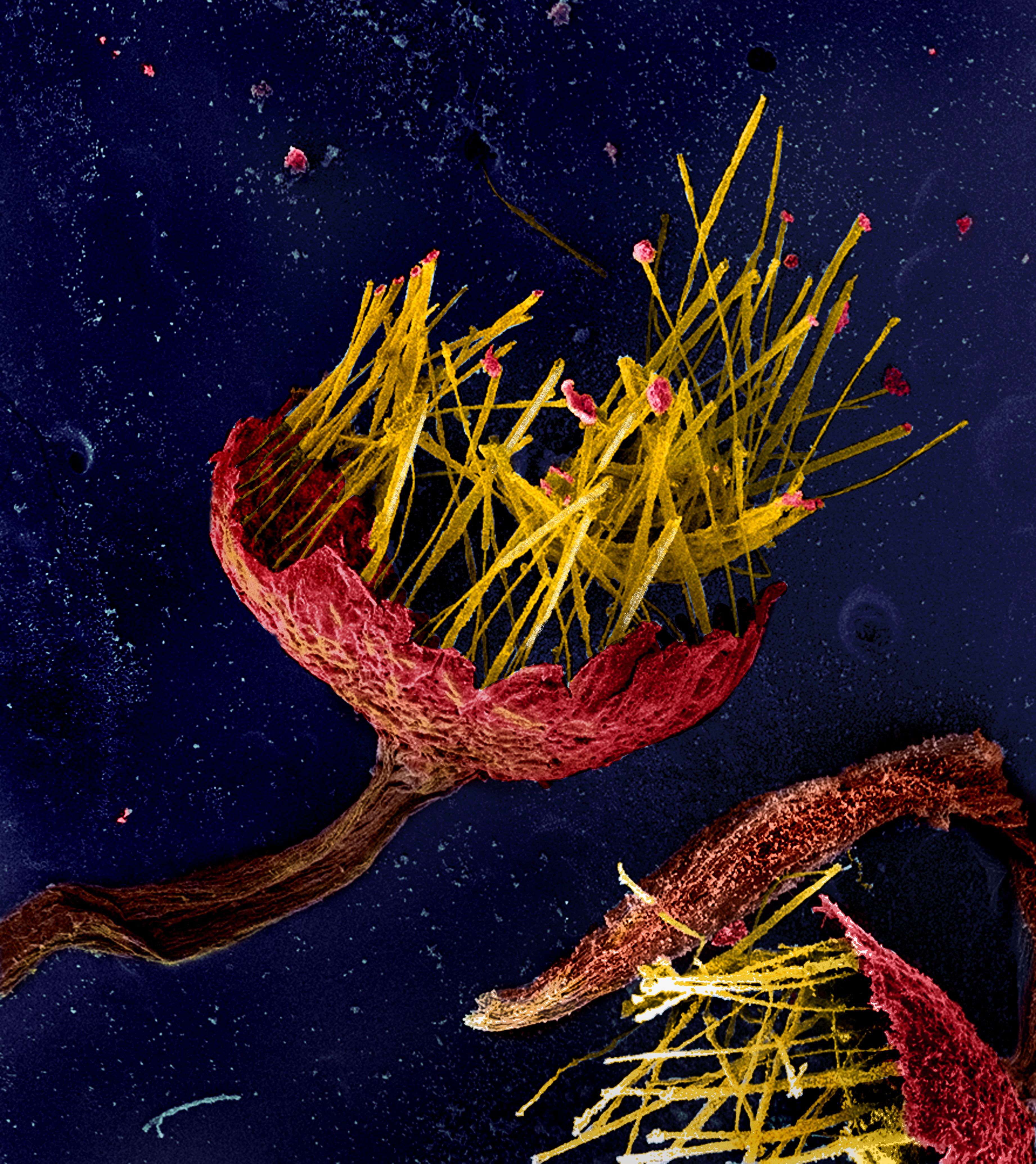
Плодові тіла міксоміцета Alwisia lloydiae

| Гриб | Це незавершена стаття з мікології. Ви можете допомогти проєкту, виправивши або дописавши її. |